# Tiago Pires
Tiago Pires est un surfeur professionnel portugais né le 13 mars 1980 à Alcantara (Lisbonne) au Portugal.

## Biographie
Depuis 1997 sur le circuit ASP Europe (meilleur classement 4e en 2004).

Depuis 1999 en WQS, son meilleur classement est 5e en 2007, ce qui lui permet d'intégrer le WCT.

En 2008 il est le premier portugais à intégrer le WCT, World Championship Tour (Championnat du monde de surf, regroupant les 44 meilleurs surfeurs du monde).

## Palmarès et résultats

### Saison par saison
- 2006 Buondi Billabong Pro, Ericeira, Portugal (WQS 6 étoiles)
- 2005 Buondi Billabong Pro, Ericeira, Portugal (WQS 6 étoiles)

### Classements
| Année             | 2008 | 2009 | 2010 | 2011 | 2012 | 2013 | 2014 | 2015 |
| ----------------- | ---- | ---- | ---- | ---- | ---- | ---- | ---- | ---- |
| Championship Tour | 31e  | 24e  | 21e  | 23e  | 29e  | 36e  | 29e  | 47e  |